# AA Cori-Sabbá
AA Cori-Sabbá is een Braziliaanse voetbalclub uit Floriano in de staat Piauí. 

## Geschiedenis
De club werd opgericht op 24 maart 1973 toen de clubs Corinthians (Cori) en Auto-Posto Sabbá (Sabbá) fuseerden. In 1991 speelde de club voor het eerst in de hoogste klasse van het Campeonato Piauiense, dat ze in 1995 wonnen. In 1995, 1996 en 1998 speelde de club in de Série C, maar werd telkens in de eerste ronde uitgeschakeld. In 1996 nam de club ook deel aan de Copa do Brasil en kwam daar in de eerste ronde tegen de zwaarst mogelijke tegenstander, verdedigend landskampioen Botafogo. De club maakte furore door thuis met 1-0 te winnen, maar in de terugwedstrijd gingen ze met 3-0 de boot in en waren uitgeschakeld. In 2003 degradeerde de club uit de hoogste klasse en ging de volgende jaren verschillende keren op en neer. In 2016 maakte de club opnieuw een comeback, al kon de club het behoud niet verzekeren.

## Erelijst
Campeonato Piauiense
1995